# والتر إتش تايلر
والتر إتش تايلر (بالإنجليزية: Walter H. Tyler)‏ هو مصمم إنتاجي أمريكي، ولد في 28 مارس 1909 في لوس أنجلوس في الولايات المتحدة، وتوفي في 3 نوفمبر 1990 في مقاطعة أورانج في الولايات المتحدة.

## وصلات خارجية
- والتر إتش تايلر على موقع IMDb (الإنجليزية)
- والتر إتش تايلر على موقع ألو سيني (الفرنسية)
- والتر إتش تايلر على موقع أول موفي (الإنجليزية)
- والتر إتش تايلر على موقع قاعدة بيانات الأفلام السويدية (السويدية)
- والتر إتش تايلر على موقع قاعدة بيانات الفيلم (الإنجليزية)
- والتر إتش تايلر على موقع كينوبويسك (الروسية)